# Gubernatorstwo Monastyr
Gubernatorstwo Monastyr (arab. ولاية المنستير, fr. Gouvernorat de Monastir) – jest jednym z 24 gubernatorstw w Tunezji, znajdujące się we wschodniej części kraju.